# Jonas Brothers: The 3D Concert Experience
Jonas Brothers: The 3D Concert Experience is een Amerikaanse film van Walt Disney Pictures, gemaakt in 3D.
De film was als eerst in de Verenigde Staten, Canada en Puerto Rico te zien. Het was allereerste 3D film die ooit in Puerto Rico vertoond is. De film ging op 27 februari 2009 in première en kwam later uit in veel andere landen.

## Verhaal
De film gaat over het muzikale trio de Jonas Brothers. In de film komen liedjes voor van hun albums. Demi Lovato en Taylor Swift zingen ook een liedje, en natuurlijk mag ook Bodyguard "Big Rob" niet ontbreken in de hitsingle Burnin' Up.

## Rolverdeling
| Acteur, Actrice | Rol                                          | Instrument(en)                               |
| --------------- | -------------------------------------------- | -------------------------------------------- |
| Kevin Jonas     | zichzelf, gitarist                           | zang, gitaar, (trommel)                      |
| Joe Jonas       | zichzelf, leadzanger                         | zang, gitaar, tamboerijn, keyboard (trommel) |
| Nick Jonas      | zichzelf, leadzanger en gitarist             | zang, gitaar, piano, drums                   |
| Demi Lovato     | haarzelf, zangeres                           | zang                                         |
| Taylor Swift    | haarzelf, zangeres                           | zang, gitaar                                 |
| Big Rob         | zichzelf, de bodyguard van de Jonas Brothers | Zang                                         |

## Achtergrond

### Nummers
| Titel                       | Lengte | Schrijver(s)                           | opmerking                    |
| --------------------------- | ------ | -------------------------------------- | ---------------------------- |
| That's Just the Way We Roll | 4:06   | Jonas Brothers, William McAuley        | nummer JB                    |
| Hold On                     | 2:47   | Jonas Brothers                         | nummer JB                    |
| BB Good                     | 4:15   | Jonas Brothers, John Taylor            | nummer JB                    |
| Video Girl                  | 3:03   | Jonas Brothers                         | nummer JB                    |
| This Is Me (Camp Rock)      | 3:23   | Julie Brown, Paul Brown, Regina Hicks  | met Leadzangeres Demi Lovato |
| Hello Beautiful             | 3:14   | Jonas Brothers                         | nummer JB                    |
| Pushin' Me Away             | 3:39   | Jonas Brothers                         | nummer JB                    |
| Should've Said No           | 4:13   | Taylor Swift                           | Leadzangeres Taylor Swift    |
| I'm Gonna Getcha Good!      | 4:01   | Robert John "Mutt" Lange, Shania Twain | -                            |
| SOS                         | 2:32   | Nick Jonas                             | Nummer JB                    |
| Burnin' Up                  | 5:42   | Jonas Brothers                         | Nummer JB                    |
| Tonight                     | 3:30   | Jonas Brothers, Greg Garbowsky         | Nummer JB                    |
| Live to Party               | 3:08   | Jonas Brothers                         | Nummer JB                    |
| Love Is on Its Way          | 3:44   | Jonas Brothers, Kevin Jonas Sr.        | Nummer JB                    |

Een aantal van deze nummers zijn te vinden op de albums Jonas Brothers en A Little Bit Longer.

### Première Data
| Land             | Datum            |
| ---------------- | ---------------- |
| Verenigde Staten | 27 februari 2009 |
| Canada           | 27 februari 2009 |
| Puerto Rico      | 27 februari 2009 |
| Koeweit          | 26 februari 2009 |
| Peru             | 3 maart 2009     |
| Filipijnen       | 4 maart 2009     |
| Chili            | 5 maart 2009     |
| Mexico           | 6 maart 2009     |
| Colombia         | 6 maart 2009     |
| Panama           | 20 maart 2009    |
| Singapore        | 9 april 2009     |
| Venezuela        | 17 april 2009    |
| Argentinië       | 23 april 2009    |
| El Salvador      | 24 april 2009    |
| IJsland          | 24 april 2009    |
| Turkije          | 1 mei 2009       |
| Nieuw-Zeeland    | 7 mei 2009       |
| Brazilië         | 8 mei 2009       |
| Australië        | 14 mei 2009      |
| Engeland         | 29 mei 2009      |
| Spanje           | 5 juni 2009      |
| Japan            | 6 juni 2009      |
| Nederland        | 11 juni 2009     |
| Indonesië        | 12 juni 2009     |
| Duitsland        | 22 augustus 2009 |